# Melgven
Melgven é uma comuna francesa na região administrativa da Bretanha, no departamento Finisterra. Estende-se por uma área de 51,5 km². Em 2010 a comuna tinha 3 445 habitantes (densidade: 66,9 hab./km²).